# Conosimus angustipennis
Conosimus angustipennis är en insektsart som beskrevs av Melichar 1906. Conosimus angustipennis ingår i släktet Conosimus och familjen sköldstritar. Inga underarter finns listade i Catalogue of Life.